# Eva Maria Meineke
Eva Maria Meineke, född 8 oktober 1923 i Berlin i Tyskland, död 7 maj 2018 på Mallorca i Spanien, var en tysk scen- och filmskådespelare. Meineke filmdebuterade i en mindre roll 1942, och kom under följande decennier att framträda i ett hundratal såväl tyska som internationella film- och TV-produktioner. Från 1980-talets mitt var hon nästan enbart TV-skådespelare, bland annat medverkade hon i kriminalserierna Tatort och Den gamle deckarräven. Hon gjorde sin sista roll för TV år 2008 i serien Das Traumschiff.

## Filmografi, urval
- 1948 – Den förlorade sonen
- 1955 – Tre män i snö
- 1957 – Ett äventyr i Salzburg (Salzburger Geschichten)
- 1958 – Scampolo
- 1959 – Sommaren med Liselotte
- 1965 – Das Haus in der Karpfengasse
- 1966 – Anita G – flicka utan förflutet
- 1970 – Lite åt envar (Something for Everyone)
- 1972 – César och Rosalie
- 1973 – Reptilen (Le serpent)
- 1976 – En clowns åsikter
- 1976 – En dotter åt djävulen
- 1977 – Tre systrar i Prag (Der Mädchenkrieg)
- 1980 – Kameran ljuger aldrig (La mort en direct, Death Watch, Direktsänd död)[5]